# Nils Petter Molvær

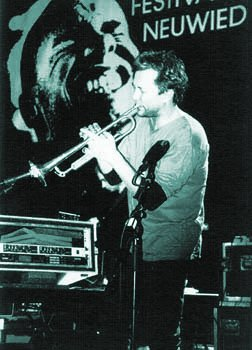
Molvær at Neuwied, Duitsland in 2001

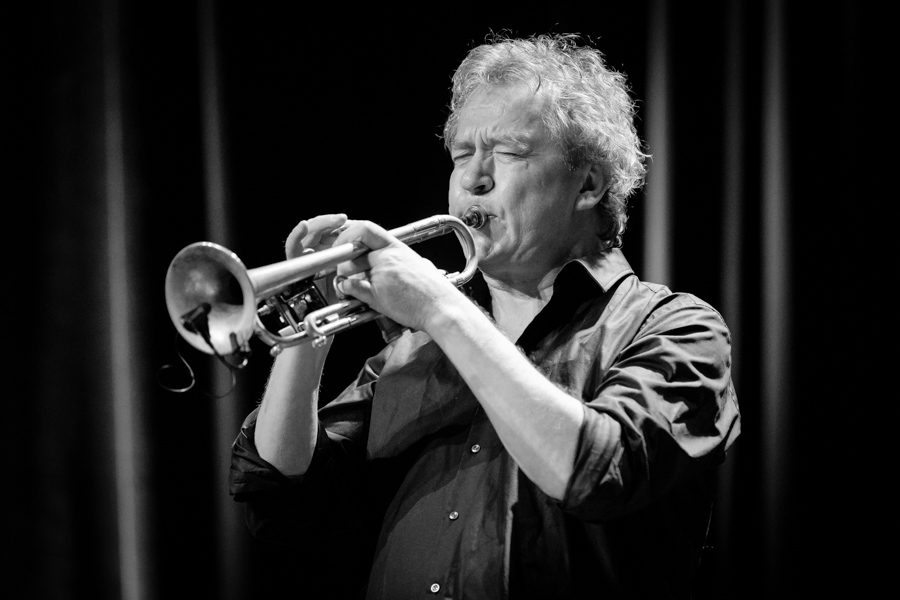
Molvær (2019)

Nils Petter Molvær (NPM) (Langevåg,  18 september 1960) is een Noors trompettist, componist en producer. Hij begeeft zich op het scheidsvlak tussen jazz, ambient, elektronische muziek en techno. Hij verwierf grote bekendheid met zijn muziekalbum Khmer uitgegeven op het ECM-label. Het album was dermate populair dat ECM er zelfs een tweetal singles van af haalde (Song of Sand en Ligotage); ECM gaf zeer zelden singles uit. 
Molvær groeide op op het eiland Sula, maar kreeg zijn muzikale opleiding aan het conservatorium van Trondheim/ Hij startte daar op negentienjarige leeftijd. Hij kwam terecht in de muziekgroep Masqualero, samen met andere ECM-artiesten  Arild Andersen, Jon Christensen en Tore Brunborg. Masqualero (genoemd naar een compositie van Wayne Shorter geschreven voor Miles Davis) nam een aantal albums op voor dat label. In 1997 kwam zijn debuutalbum Khmer uit met jazz, rock en hiphopritmen. Er volgde een minder succesvol tweede (Solid Ether) en daarna verliet Molvaer ECM om het zelf te proberen.

## Discografie

### In Masqualero
- 1985: Bande À Part
- 1987: Aero
- 1990: Re-Enter

### Solo
Eigen albums
- 1998: Khmer
- 2000: Solid Ether
- 2001: Recoloured (remixes)
- 2002: NP3
- 2004: Streamer (2002, live versies van eerder tracks)
- 2005: Er
- 2005: Edy (Original Motion Picture Soundtrack)
- 2005: Remakes (remixes)
- 2008: Re-vision verscheen op Sula Records
- 2009: Hamada
- 2011: Baboon Moon
- 2014: Switch
- 2016: Buoyancy

### Met anderen
- 1990: So I Write (Sidsel Endresen)
- 1990: Nonsentration (Jon Balke)
- 1993: Exile (Sidsel Endresen)
- 1994: Small Labyrinths (Marilyn Mazur)
- 1995: Hastening Westward (Robyn Schulkowsky and Nils Petter Molvær)
- 2001: Radioaxiom – A Dub Transmission (Bill Laswell and Jah Wobble)
- 2003: Electra (Arild Andersen)
- 2004: Seafarer's Song (Ketil Bjørnstad)
- 2007: A Pure Land (Sienna)
- 2008: Dome (Johannes Enders)
- 2008: Corps Electriques (Hector Zazou)